# Taenioides mordax
Taenioides mordax är en fiskart som först beskrevs av De Vis, 1883.  Taenioides mordax ingår i släktet Taenioides och familjen smörbultsfiskar. Inga underarter finns listade i Catalogue of Life.